# Сямисэн
Сямисэ́н (яп. 三味線) — трёхструнный щипковый музыкальный инструмент с безладовым грифом и небольшим корпусом, общей длиной около 100 см.
Наряду с бивой, кото и сякухати относится к важнейшим музыкальным инструментам Японии. Диапазон — 2 или 4 октавы, звук извлекается в основном плектром, реже — пальцами; особенно ценится характерный вибрирующий звук самой толстой струны, «савари».
Пришёл в Японию из Китая через Рюкю, он стал широко использоваться в японской музыке начиная с середины XVII столетия во множестве жанров, преимущественно в сочетании с пением. Два других японских инструмента похожи на сямисэн: смычковый кокю по-видимому имеет общее с ним происхождение, а бива дала сямисэну «савари» и связана с ним исторически.
Незаменим в музыке театров кабуки и бунраку, на вечеринках с гейшами и во множестве фольклорных жанров, используется на фестивалях, в камерной и неофольклорной японской музыке. До середины XX века считался «низким» инструментом из-за ассоциаций со слепыми музыкантами годзэ и бива-хоси, а также нищими, однако после Второй мировой войны к сямисэну стали относиться уважительно.

## Название и положение в классификации
Сямисэн имеет несколько названий. Инструмент, от которого произошёл сансин, — саньсянь — записывается иероглифами «три струны» (кит. 三弦, пиньинь sānxián), японские названия являются либо переводами этого выражения на японский (сямисэн, самисэн на кансайском диалекте), либо японским прочтением иероглифов китайского названия; так в контексте музыки для кото его именуют сангэном (яп. 三玄 сангэн). Также встречаются сокращённые названия «сами», «сями» и «пэмпэн». Каждое название используется как маркер групповой идентичности, отличая человека из группы (яп. 内 ути, «свой») от «чужака» (яп. 外 сото).
По системе Хорнбостеля — Закса сямисэн является хордофоном и имеет номер 321.312, то есть, представляет собой шиповую коробкообразную лютню. В само́й Японии его классифицируют либо вместе с бивой и кото как «шёлковый» инструмент по материалу струн в системе классификации хатион (яп. 八音, «восемь звуков»), либо по способу звукоизвлечения как «щипковый» (яп. 引き物 хикимоно).

## Разновидности

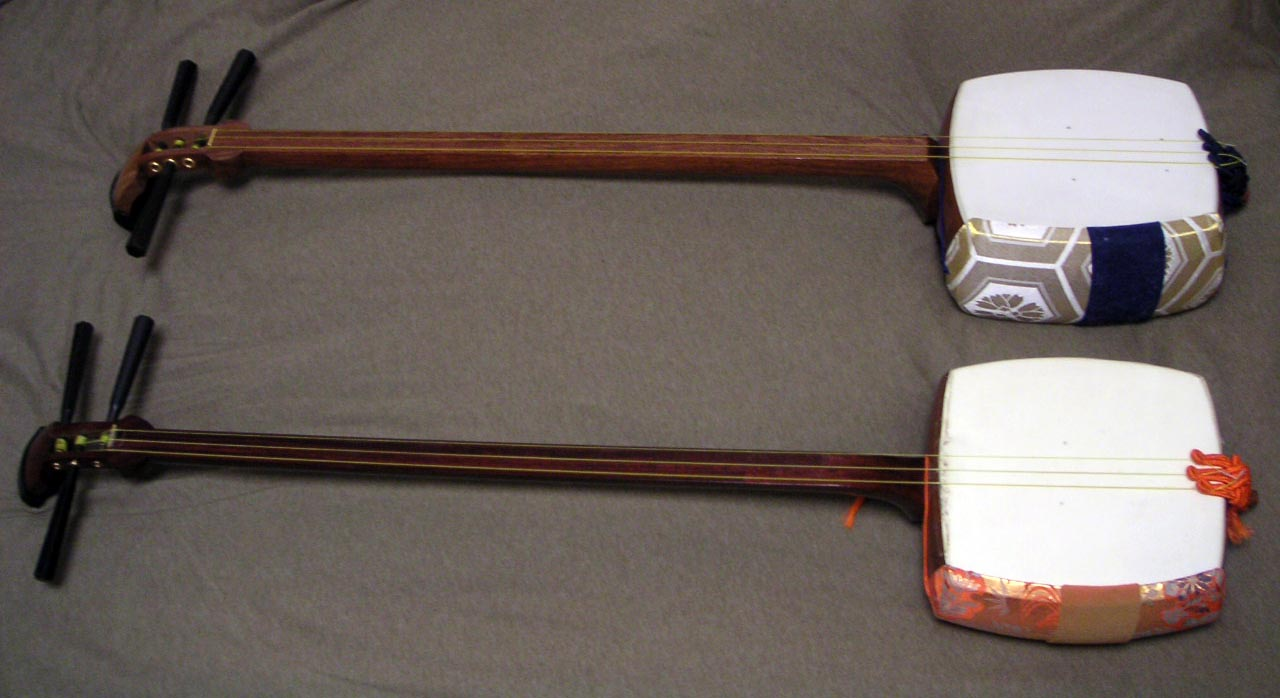
Тюдзао (сверху) и хосодзао

Для игры в разных жанрах используются разные виды сямисэна. Для их различения применяется две основные системы: три группы по толщине грифа, а также характеристика через жанр музыки, в которой используется конкретная разновидность. Большинство сямисэнов укладываются в классификацию по толщине грифа, которая обычно положительно коррелирует с величиной корпуса (чем толще гриф, тем больше корпус) и толщиной струн.
Разновидности:
- футодзао (яп. 太棹, «толстый гриф», 2,4—2,46 см), жанры: хаута, като-буси, коута, эдо-нагаута, огиэ-буси, томэй-буси, ямада-рю, дзоккёку;
- тюдзао (яп. 中棹, «средний гриф», 2,55—2,61 см), жанры: иттю, хаута, дзиута, камигата-нагаута, камигата-ута, като-буси, киёмото-буси, коута, минъё, миядзоно, синнай, токивадзу, томимото, утадзава;
- хосодзао (яп. 細棹, «узкий гриф», 2,61 см), жанры: гидаю-буси, роккёку, сэккё.

Различение по жанру более тонкое, оно включает общую длину инструмента, материал и толщину мембраны, высоту и вес порожка, толщину струн и вид плектра, и другие параметры. К примеру, и гидаю-сямисэн, и цугару-дзямисэн относятся к футодзао, однако отличаются формой плектра и манерой его держать, разновидностью савари и толщиной струн. С другой стороны, исполнители одного жанра могут предпочитать для всех или конкретных произведений инструмент, который обычно используется в другом жанре.
Собственные разновидности конкретных жанров:
- гидаю-буси,
- токивадзу,
- киёмото-буси,
- дзиута,
- нагаута,
- коута,
- минъё,
- цугару-дзямисэн,
- янагава-сямисэн (яп. 柳川三味線), имеющий самый тонкий гриф и наименьший по размером корпус, обтянутый тонкой кошачьей кожей[14]. Этот сямисэн был изобретён в Киото и используется в одной школе дзиуты и некоторыми гейшами[14].

Также сямисэны отличаются тем, как гриф входит в корпус с лицевой стороны: у нагаута-, токивадзу-, киёмото-, гидаю-буси- и янагава-сямисэнов в этом месте имеется плавная кривая, называемая «голубиной грудью» (яп. 鳩胸 хатомунэ; 8), а у цугару- и дзиута-сямисэна накладка продолжается дальше, и гриф изгибается под более острым углом.

## Конструкция
Гриф (яп. 棹 сао) и его головку (яп. 天神 тэндзин; 1) изготавливают из древесины айвы, сандалового дерева или шелковицы, оба они состоят из трёх частей каждый. Части могут разъединяться, что упрощает транспортировку инструмента. Колки́ (яп. 糸巻き итомаки; 11—13) изготавливают из слоновой кости, эбенового дерева или пластика, струны (3) — из кручёного шёлка или нейлона. Головка грифа (яп. 海老尾 эбио; 2) слегка загибается назад под влиянием конструкции бивы.

Составные части сямисэна

### Верхний и нижний порожек и савари
Верхний порожек (яп. 上駒 камикома; 14) делают из дерева или слоновой кости. Его конструкция зависит от вида производимого им особого жужжащего звука (яп. 触り савари). Савари происходит из индийской музыки, где именуется дживари; по наиболее распространённой теории савари в сямисэн привнесли из бивы, которая в свою очередь произошла от индийской вины.
У разновидности савари-яма (яп. 山触り, «гора савари»; A) камикома немного не достаёт до конца грифа со стороны басовой струны, а у адзума-савари (яп. 東触り, «восточное савари»; B) порожек продолжается от края до края, тогда как под басовой струной находится небольшая выгнутая полоска металла, поднимающая струну и регулируемая винтом (16), который проходит сквозь гриф. Адзума-савари была изобретена в 1893 году, её звучание более резкое, из-за чего некоторые исполнители предпочитают использовать инструменты конструкции «савари-яма», однако гибкость настройки привела к тому, что адзума-савари более популярна. Сразу под головкой грифа находится небольшое ромбовидное утолщение на шейке, его верхняя половина (от камикомы до наиболее широкой части) именуется «долина савари» (яп. 触りの谷 савари но тани; 15), а нижняя — «грудь» (яп. 乳袋 тибукуро; 18).
Снизу под струны помещают сменный нижний порожек (яп. 駒 кома; 6), который выбирают в зависимости от жанра (кома у гидаю может весить до 20 г, а у исполнительницы нагауты — менее 4 г), строя произведения и влажности воздуха. Кома может очень сильно менять тембр инструмента. По сравнению с порожком сансина порожек сямисэна более широкий — он должен удерживаться под струнами даже под сильными ударами плектра, тогда как на сансине играют небольшим когтем, палочкой или пальцами.

### Струны, плектр и юбикакэ

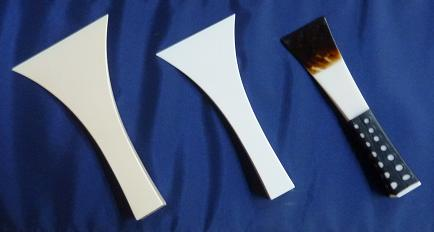
Плектры для сямисэна

Струны сямисэна изготавливают из шёлка или нейлона. Сверху их держат колки, а снизу — шнуры (яп. 音緒 нэо; 7), завязанные в узел, через который пропущены струны. Другой стороной узел удерживается на шпиле (9).
Плектр «бати» (яп. 撥) был унаследован от бивы, тогда как на сансине играют пальцами, единственным когтем или палочкой. Обычно используется деревянный плектр с навершием из слоновой кости; в дзиуте, санкёку и народной музыке плектр делают из черепахового панциря или буйволиного рога, музыку в некоторых жанрах (коута) играют вовсе без плектра. Зачастую плектр утяжелён в центре для баланса. Современные плектры всё чаще делают из пластика, хотя концертные бати продолжают изготавливать из слоновой кости.
Плектр сказителя-гидаю более толстый и ближе по форме к прямоугольнику, в большинстве других жанров плектр треугольный. В жанре синнай-буси, который играют дуэтом, используется два плектра: обычного размера и маленький. В камерных жанрах плектр никогда не касается корпуса, в других же бьёт по нему с громким звуком.
Для облегчения скольжения левой руки по грифу на руку надевают юбикакэ (яп. 指掛け), небольшую шерстяную или нейлоновую полоску с отверстиями на концах, в которые продевают указательный и большой палец.
Некоторые исполнители используют также резиновые прокладки, затрудняющие скольжение инструмента по одежде или выскальзывание его из руки.

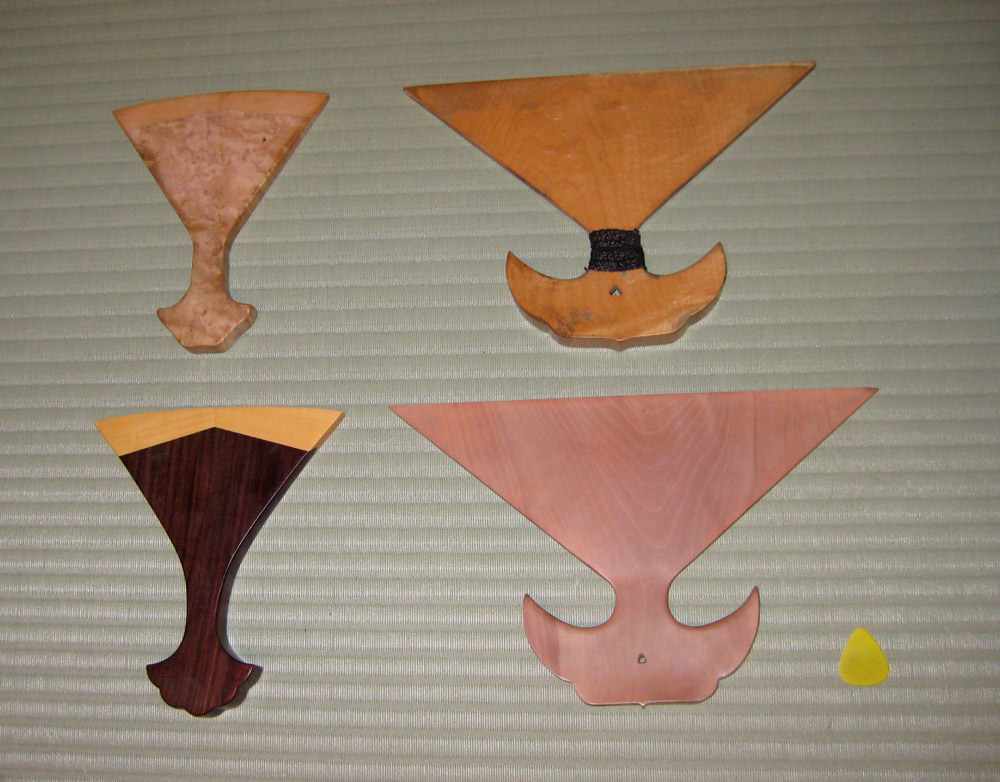
Плектры для бивы
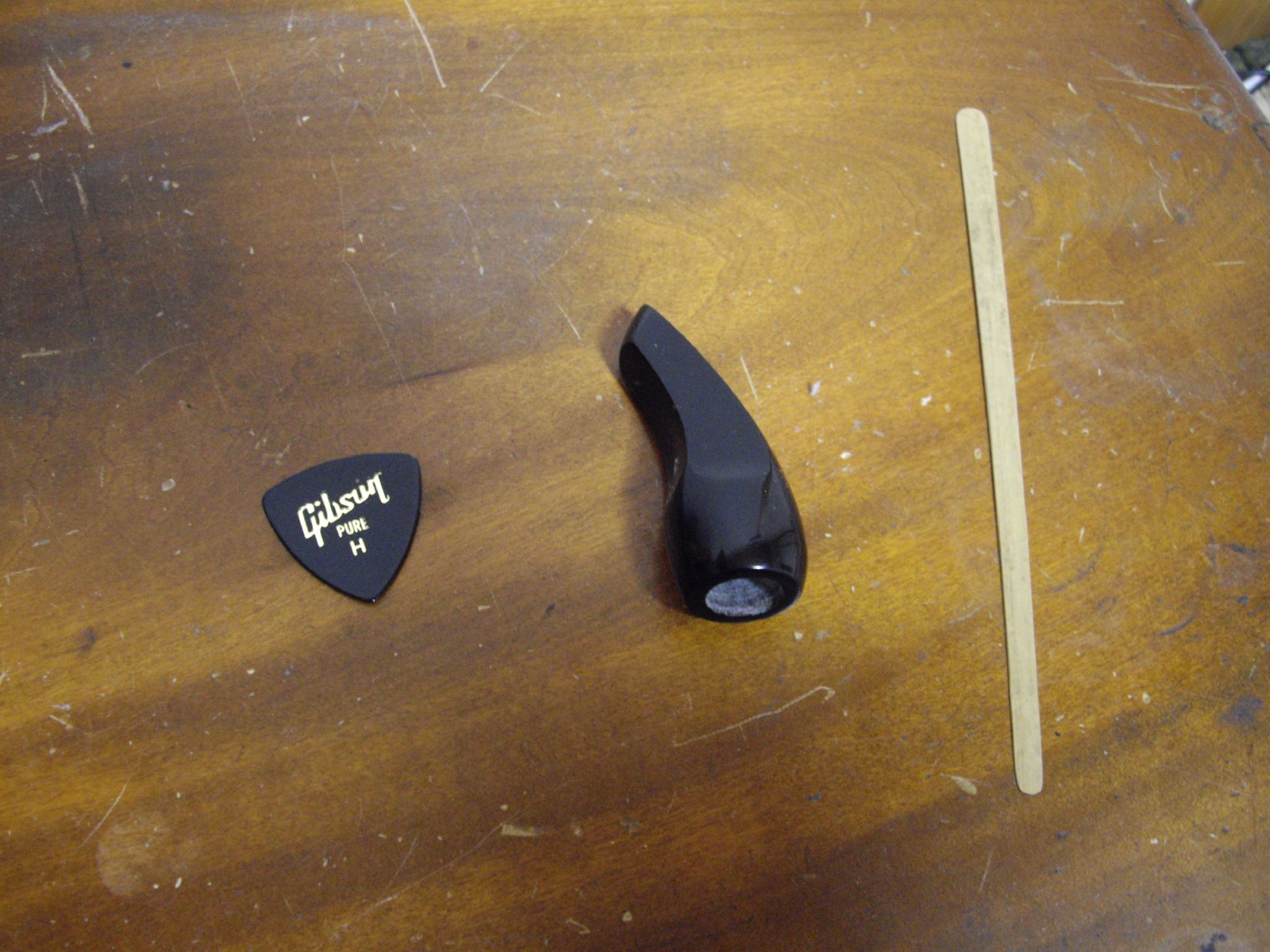
Плектры для сансина: коготь (в центре) и палочка (справа)
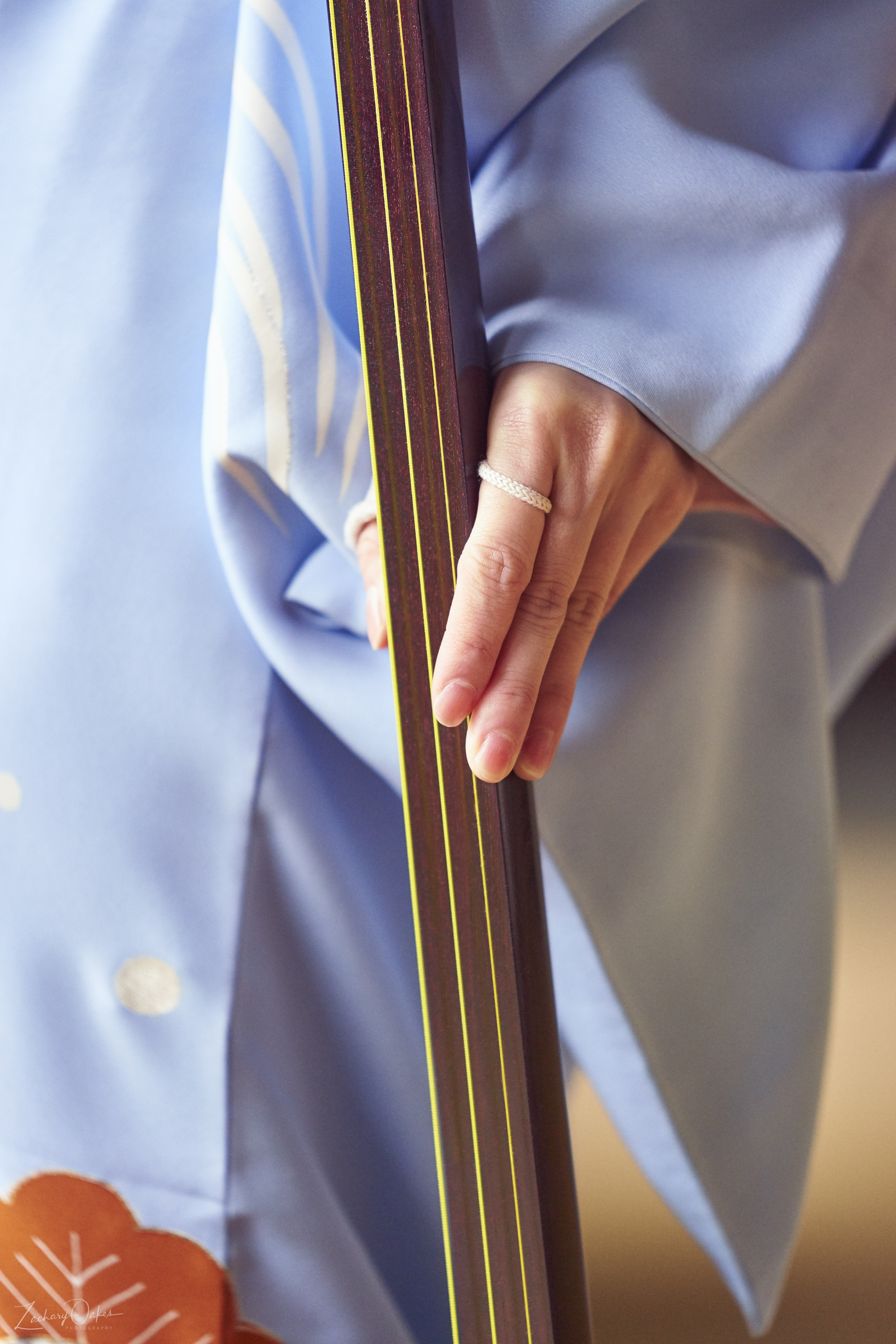
Юбикакэ на указательном и большом пальцах

### Корпус
Корпус (яп. 胴 до:) делают из той же древесины, что и гриф; по форме он представляет собой бочкообразный четырёхугольник, покрытый с обеих сторон кошачьей или более дешёвой собачьей кожей (либо синтетическим материалом), посаженной на рисовый клей. Также сверху на переднюю мембрану (5) прикрепляют дополнительный кусок кожи (яп. 撥皮 батикава, батигава; 4) в форме полумесяца или длинного прямоугольника, защищающий её от ударов плектра.
Изнутри на корпусе дорогих сямисэнов вырезают узоры (яп. 綾杉 аясуги), которые должны улучшить тембр инструмента.
В отличие от сансина, чей овальный корпус делается из цельного куска дерева, корпус сямисэна состоит из четырёх слегка выгнутых фрагментов.

## Строй и мелодия

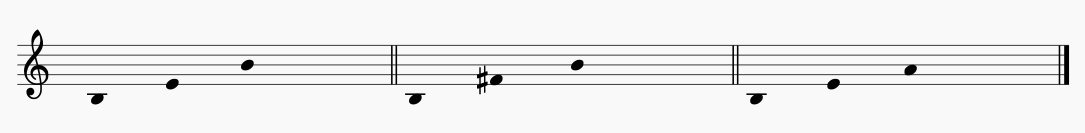
Три основных способа настройки: хонтёси, ниагари и сансагари

Сямисэн настраивают под голос певца, так что строй может повышаться или понижаться на несколько нот; чаще всего базовый строй — от соль до ре. По той же причине варьирует и конструкция: тембр савари крупного инструмента гидаю соответствует низкому тембру голоса рассказчика.
Несмотря на отсутствие концепции «минорных» и «мажорных» строев, считается, что «хонтёси» лучше всего подходит для торжественной музыки, «ниагари» — для весёлой, а «сансагари» — для грустной.
Большинство музыкальных произведений для сямисэна используют строй ё или строй «ин».
Мелодии произведений для сямисэна обычно состоят из небольших повторяющихся фрагментов. Среди часто используемых техник — пиццикато, игра боем, скольжение по грифу, защип правой рукой и тремоло.

### Жанры

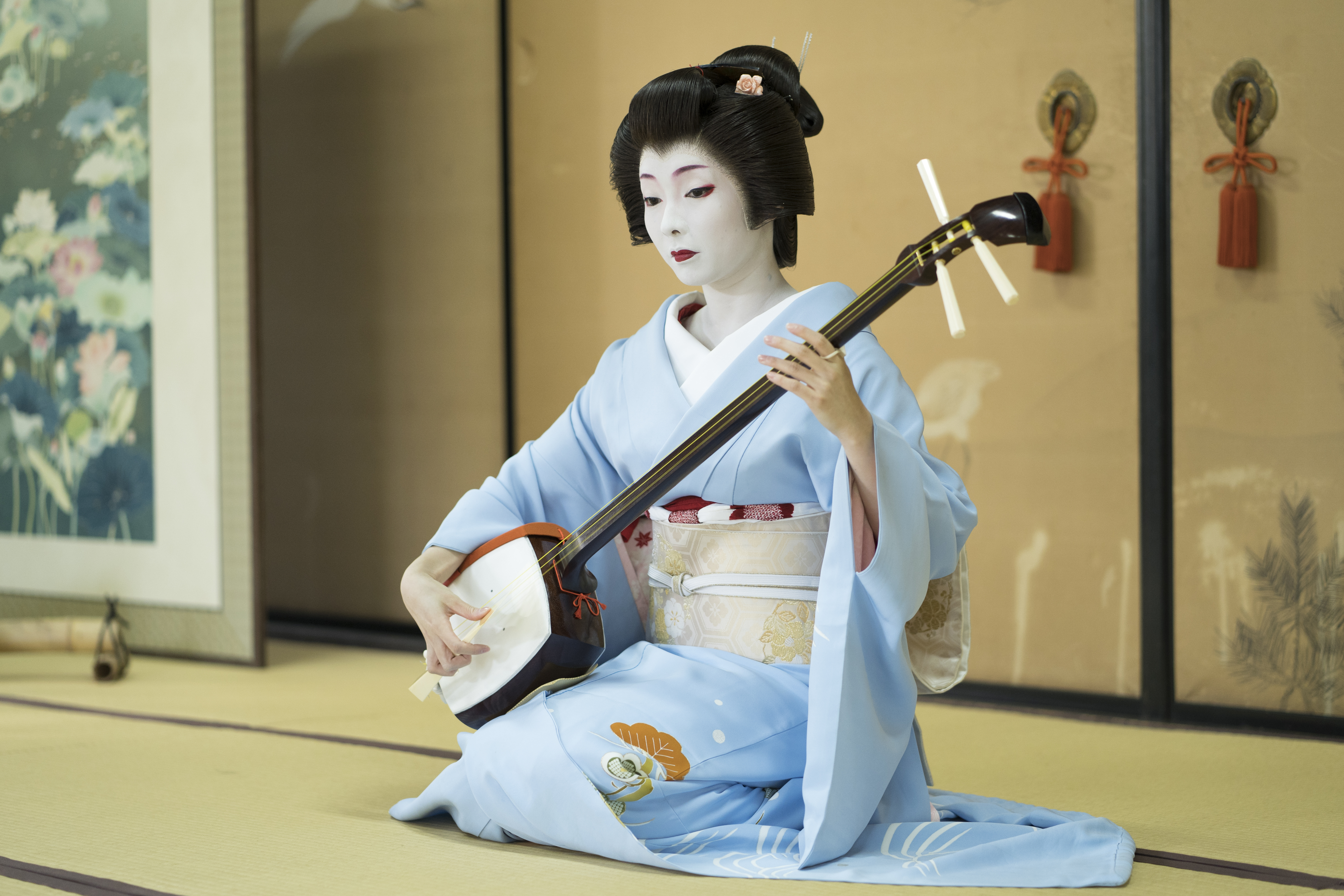
Гейша, играющая на сямисэне

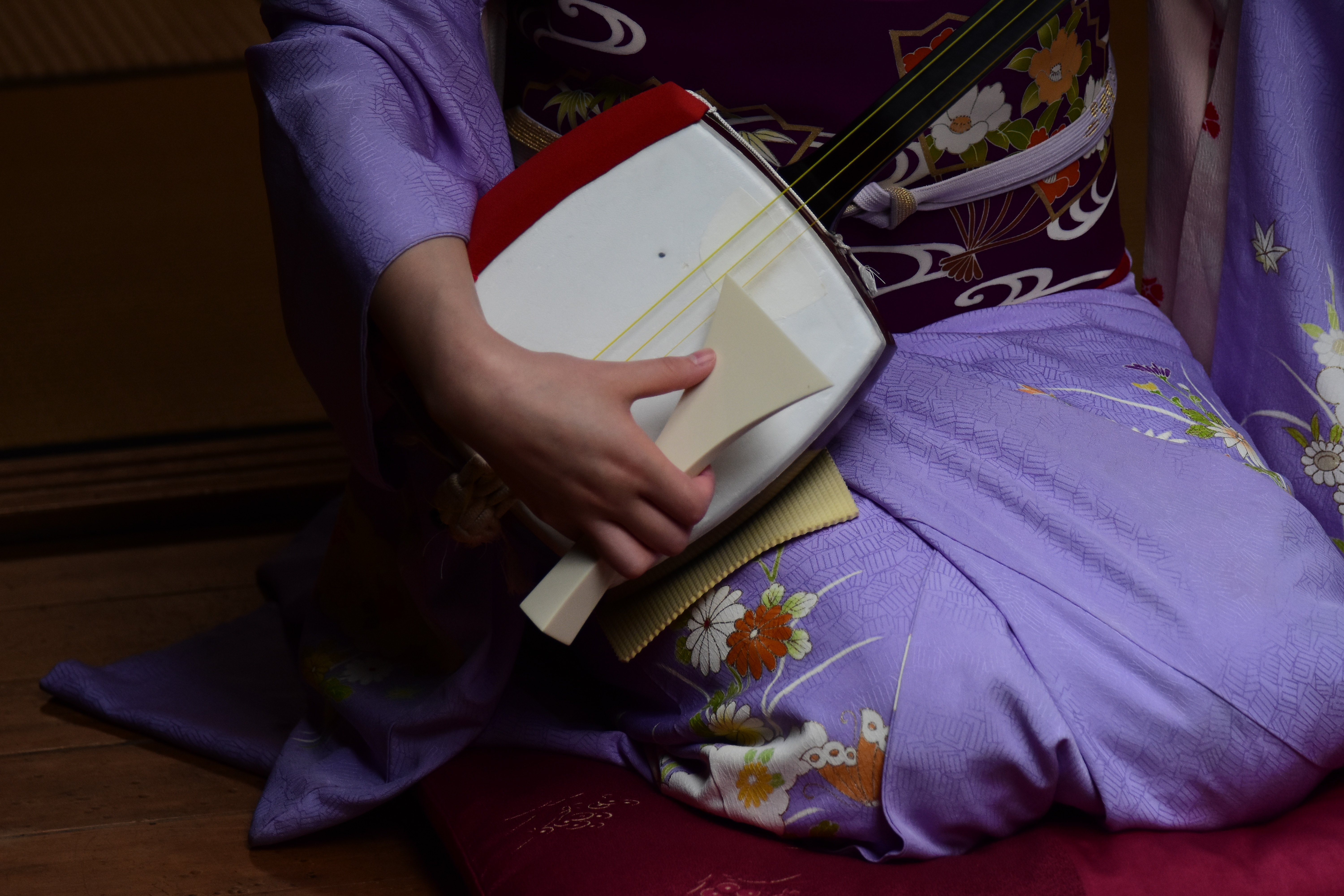
Положение плектра вблизи

Многие названия жанров изначально применялись к намного более широкому ряду произведений. Различные жанры могут использоваться совместно, к примеру, основные жанры, исполняемые в театре кабуки, — гидаю, нагаута, киёмото и токивадзу. Исполнители этих жанров принадлежат к разным гильдиям и используют разные гримёрные.
В лирической музыке певец аккомпанирует себе сам, тогда как в повествовательных жанрах исполнитель и певец — это два разных человека.
Жанры камерной и театральной музыки, вложенность означает порядок развития, в скобках приведены имена создателей и годы:
- Нарративные (яп. 語り物 катаримоно)
  - сэккё[яп.]:
    - роккёку[яп.], также известный как нанива;
    - дзёрури:
      - гидаю[яп.] (Такэмото Гидаю[англ.])
      - иттю[яп.] (Миякодаю Иттю[яп.]):
        - бунго (яп. 豊後節) (Миякодзи Бунго-но-дзё[яп.]):
          - томимото[англ.] (Томимото Будзэндаю[яп.])
            - киёмото[яп.] (Киёмото Эндзюдаю[яп.])

          - синнай[яп.] (Цуруга Вакаса-но-дзё[яп.])
          - токивадзу[яп.] (Токивадзу Модзитаю[яп.])

      - гэки (яп. 外記節 гэки-буси) (Сацума Гэки (яп. 薩摩外記)):
        - одзацума (яп. 大薩摩 о:дзацума) (Одзацума Сюдзэндаю (яп. 大薩摩主膳太夫))

      - хандаю (яп. 半太夫節 хандаю:-буси) (Эдо Хандаю (яп. 江戸半太夫))
        - като[яп.] (Масуми Като[яп.])
- Лирические (яп. 唄物 утамоно)
  - дзиута:
    - хаута[яп.]
      - коута[яп.]
        - утадзава[яп.] (Утадзава Сасамару (яп. 歌沢笹丸))

    - кумиута (яп. 組歌)
    - нагаута:
      - огиэ[яп.] (Огиэ Рою[яп.])
      - эдо-нагаута (яп. 江戸長唄)

#### Повествовательные

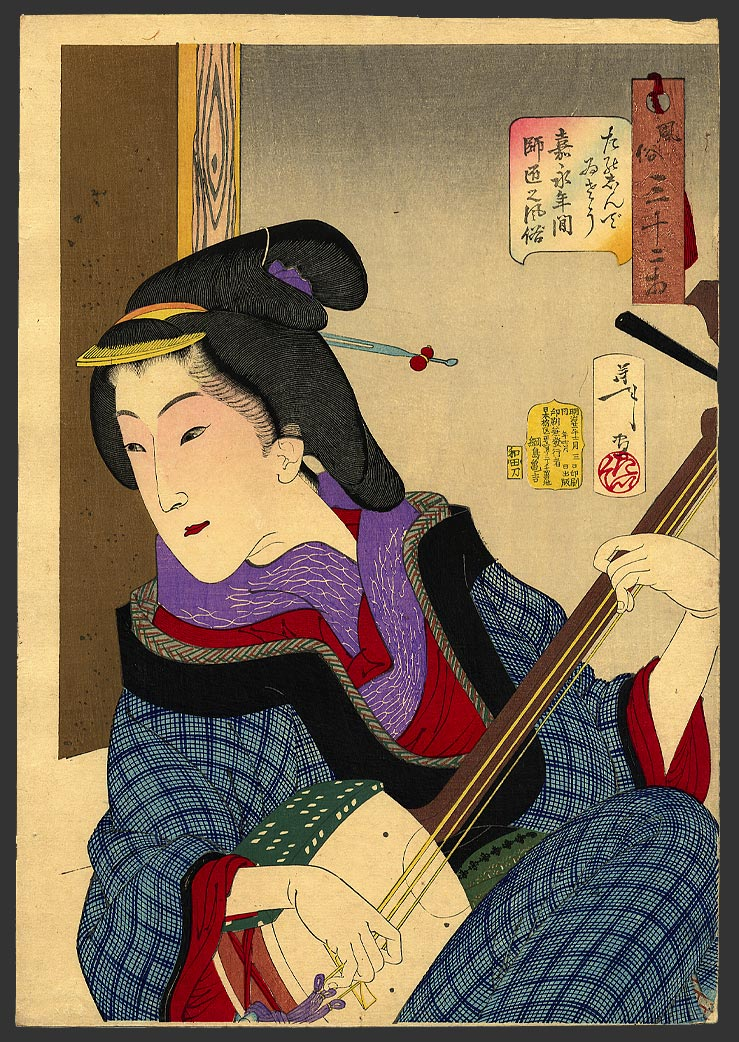
Цукиока Ёситоси. «Учительница периода Канъэй»

Наиболее популярны из нарративных жанров те, что используются в театре кабуки. Современные нарративные представления включают рассказчика, сидящего или стоящего на сцене, и музыканта, играющего на сямисэне из-за скрывающей его ширмы. Используется сямисэн с толстым грифом, который играет резким холодным тембром, его сопровождают выкрики музыканта и рассказчика.
Повествовательные (нарративные) жанры происходят от сэккё — пересказов сутр буддийскими монахами под музыку. От сэккё в сочетании с нарративными традициями исполнителей на биве произошли около десятка повествовательных жанров, объединяемых под названием дзёрури. Роккёку впервые появился на Кюсю, он черпает из традиции молитвенных гимнов-саймон, а также музыки слепых сказителей, играющих на биве. Вскоре жанр переместился на Хонсю и распространился под названием «нанива», от старого названия Осаки. Важную роль в популяризации повествовательных жанров сямисэна сыграли пьесы Тикамацу Мондзаэмона для театра марионеток бунраку.

#### Лирические

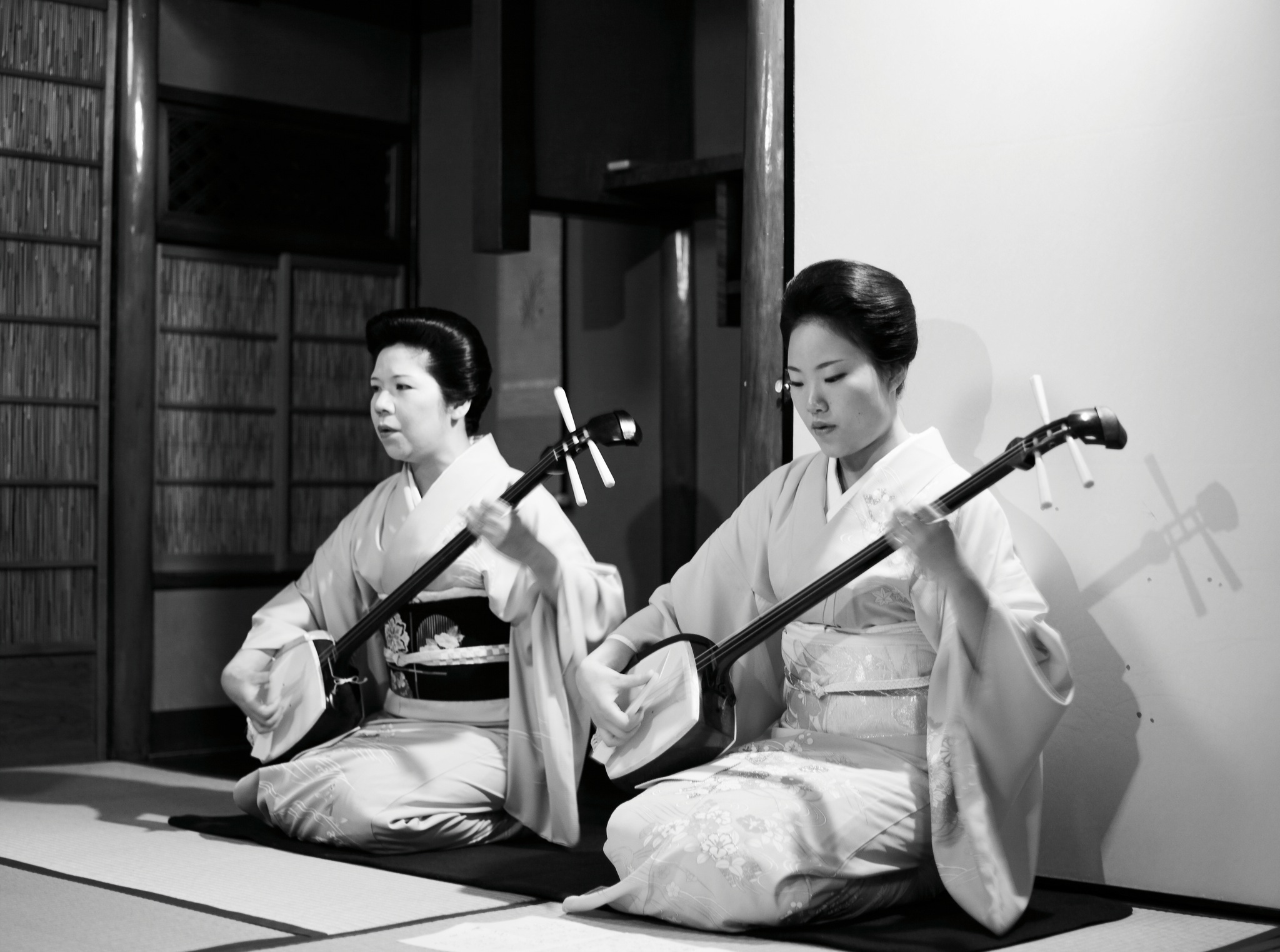
Две гейши играют на сямисэне

Многие лирические жанры, включая дзиуту, нагауту, огиэ-буси, хауту, коуту, дзоккёку и утавадзу, появились в начале периода Эдо.
У каждого лирического жанра имеется собственный исторический контекст, который может включать историю, привязку к событию, тип инструмента и другие вещи.
Нагаута («длинные песни») и коута («короткие песни») были тесно связаны с недавно созданным театром кабуки; из нагауты выделился огиэ, в который вошла музыка кварталов красных фонарей, а из коуты — утадзава, который, напротив, был подчёркнуто неэротичным. Камерные музыкальные жанры, исполняемые на банкетах, возникли в театральной среде, именно там появились женщины-исполнительницы.

## История

### Ранняя история
Согласно наиболее распространённой теории, прямой предок сямисэна, сансин, прибыл в Японию в 1562 году из государства Рюкю через порт Сакаи близ Осаки на торговом корабле, принадлежащем Оде Нобунаге. Первое упоминание сансина в Японии датируется 1574 годом, оно содержится в описании рюкюской миссии.

Среди них был рюкюский музыкант, игравший на сяхисэне.
Оригинальный текст (яп.)琉球人しやひせんとも曳侯て
— Дневник Уваи Каккэна / 上井覚兼日記
В свою очередь, сансин развился из привезённого на Рюкю в XIV веке фуцзяньскими торговцами щипкового саньсяня. Корпусы саньсяня и сансина обтягивали змеиной кожей, но на Хонсю крупные змеи не водятся, из-за чего вместо змеиной кожи стали использовать кошачью. Кроме того, цельный корпус сансина заменили на сборный.
Слово «сямисэн» встречается в японско-португальском словаре 1603 года Vocabulario da lingoa de Iapam. Первый известный сборник, содержавший музыку для сямисэна, вышел в 1664 году у слепого музыканта Накамуры Содзана (яп. 中村宗三), он называется Ситику сёсинсю (яп. 糸竹初心集), однако считается, что самые первые произведения были написаны в 1610-х годах одним из двух мастеров игры на биве по имени Савадзуми Кэнгё (яп. 沢住検校) и Итимура Кэнгё (яп. 石村検校).

### Слепые музыканты

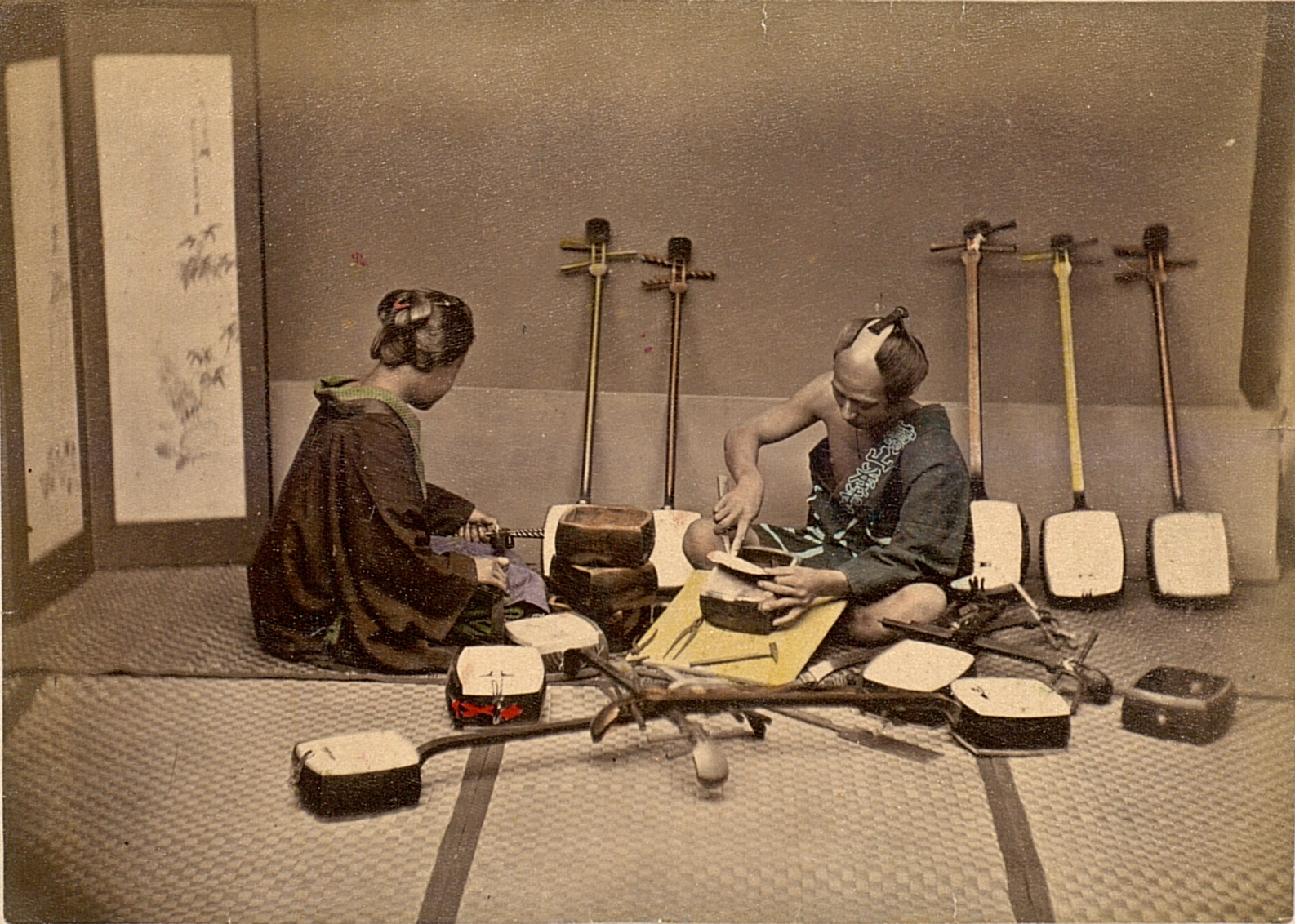
Мастер-изготовитель сямисэнов с клиенткой

Сямисэн очень быстро набрал популярность. Первыми новый инструмент опробовали слепые сказители-мастера игры на биве, исполнители народной музыки и организаторы вечеринок. При этом мастера бивы почти сразу же начали играть на нём лирическую музыку, хотя музыка бивы в основном нарративная; возможно это влияние исполнителей народной музыки, которые восприняли сямисэн немного ранее.
Гильдия слепых музыкантов Тодо-дза контролировала значительное количество жанров музыки для сямисэна, бивы, кото, сякухати и кокю; также сямисэн развивали странствующие слепые музыканты обоих полов, босама (яп. 坊様, мужчины) и годзэ. Обе эти группы приняли участие в создании цугару-дзямисэна.

### До периода Мэйдзи

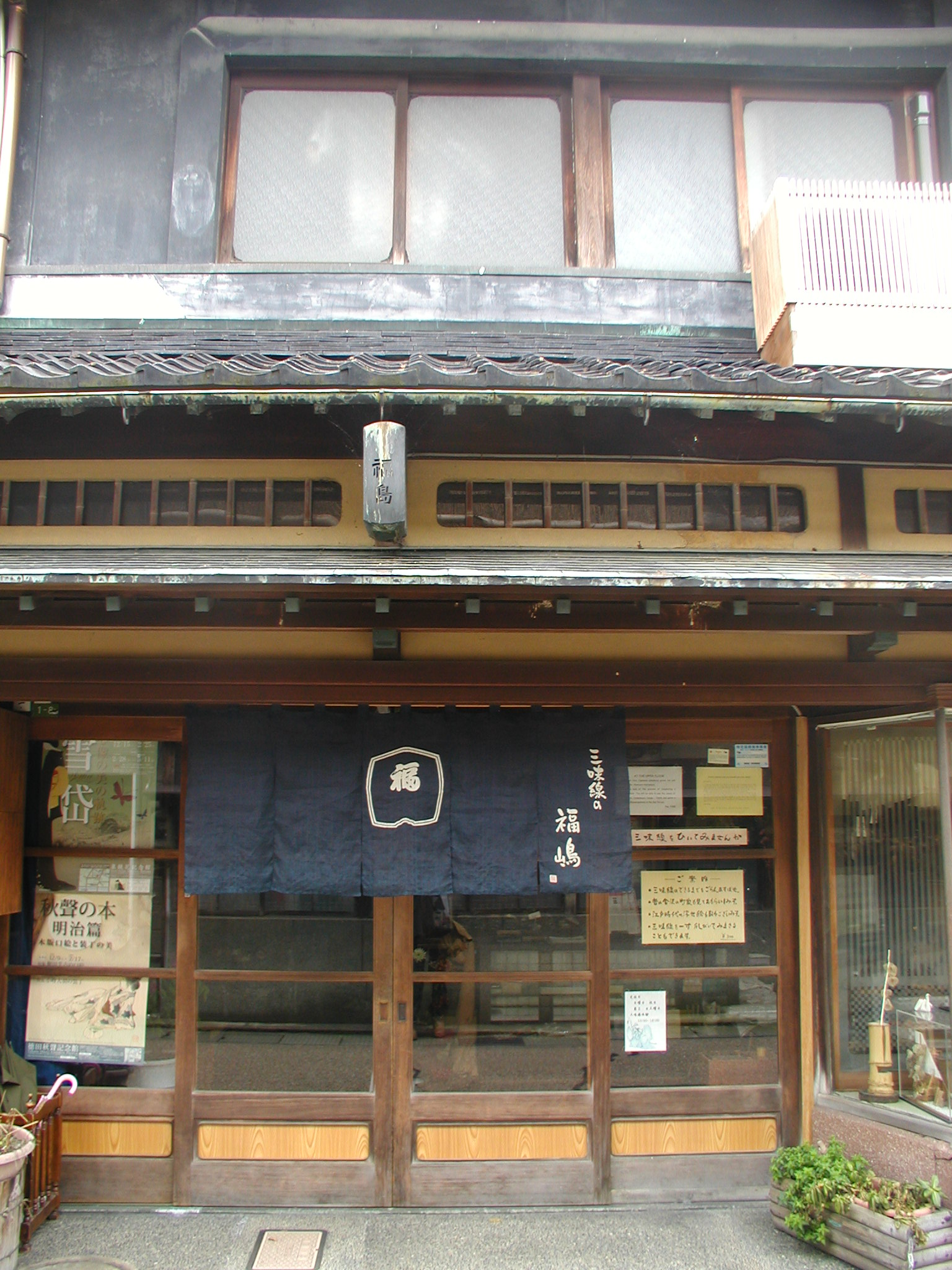
Современный магазин сямисэнов в ханамати Канадзавы, клиентками которого являются в основном местные гейши

Уже в конце XVI столетия сямисэн стал популярен в Японии и всего за сто лет вытеснил биву, так что в конце XVI века она почти полностью потеряла популярность. Один из затронутых этим жанров — ритмованная проза дзёрури, за два столетия перешедая на сямисэн. Сямисэн сказителя-гидаю один из наиболее крупных в традиционной музыке, он имеет толстый гриф «футодзао» и тяжёлый нижний порожек, на нём играют толстым плектром из слоновой кости. Быть гидаю очень тяжело, поэтому они обычно сменяются в середине представления. Сямисэн гидаю не просто аккомпанирует произведению: в зависимости от того, какая мелодия сопровождает переход между сценами, становится понятно, сменилось ли место действия.
Благодаря ассоциации с «плывущим миром» куртизанок и гейш сямисэн часто изображали художники, работавшие в жанре укиё-э. Многочисленность изображений гейш с сямисэнами позволяет сделать вывод о том, что авторы сами часто видели этот инструмент в их руках. Также гравюры показывают, что всё это время изготовители сямисэнов экспериментировали с их размерами и материалами. Ассоциации с «низами» общества (гейши развлекали торговцев, которые ещё недавно считались самым презираемым сословием) привели к тому, что музыка для сямисэна получила репутацию «распутной» (яп. 淫楽 ингаку). Предвзятое отношение к инструменту сохранялось вплоть до Второй мировой войны, после которой сошло на нет.
Прижился сямисэн и в народной музыке, хотя во время создания многих мелодий самого инструмента в деревнях ещё не было. Одна из наиболее популярных разновидностей народной музыки — появившаяся в северном регионе Цугару полуимпровизированные мелодии, исполняемые на большом цугару-дзямисэне в быстром темпе.
Сямисэн используется также в музыке для кото. В школе Икута-рю при исполнении произведений в жанре дзиута кото играло второстепенную партию, зависимую от сямисэна, однако постепенно вышло из-под его влияния; школа Ямада-рю также комбинирует кото с сямисэном, но последний изначально лишь аккомпанировал кото.

### Период Мэйдзи
После реставрации Мэйдзи в 1868 году в Японии началась бурная вестернизация, которая в основном затронула лирические жанры: гильдия Тодо-дза потеряла монополию на исполнение дзиуты и других жанров, так что их стали исполнять не только слепые мужчины, а все желающие.
1890-е годы стали временем большой популярности ансамблей санкёку, состоящих из кото, сямисэна и кокю, которое постепенно заменила сякухати.
С реставрации Мэйдзи и позже сямисэн и кото неоднократно пытались реформировать, особенно часто — менять их размер. Западное влияние затронуло материалы и системы нотации, и многие изменения были приняты, став частью традии.

### XX—XXI века
Помимо периодически возникающих басовых версий сямисэн в целом не менялся на протяжении XX века. В середине XX века умение играть на сямисэне стало престижным, и количество музыкантов, специализирующихся на этом инструменте увеличилось. В конце XX века появилось множество произведений, сочетающих элементы традиционной музыки, в том числе использующих сами традиционные инструменты, с элементами западной музыки.
Начиная с периода Мэйдзи в японских школах преподавали музыку, однако исключительно западную. С 2002 года на фоне подъёма национализма ситуация изменилась и в программу старшей школы включили обязательное обучение сямисэну, кото или тайко.
Так как Япония, до того закрытая для путешественников, открыла границы, с периода Мэйдзи начала быстро формироваться японская диаспора, члены которой исполняли традиционную музыку за рубежом, популяризируя инструменты среди не-японцев. К концу XX века сямисэн и другие японские инструменты вошли в современную мировую культуру, на них играют как люди японского происхождения, так и иностранцы.

## Нотация

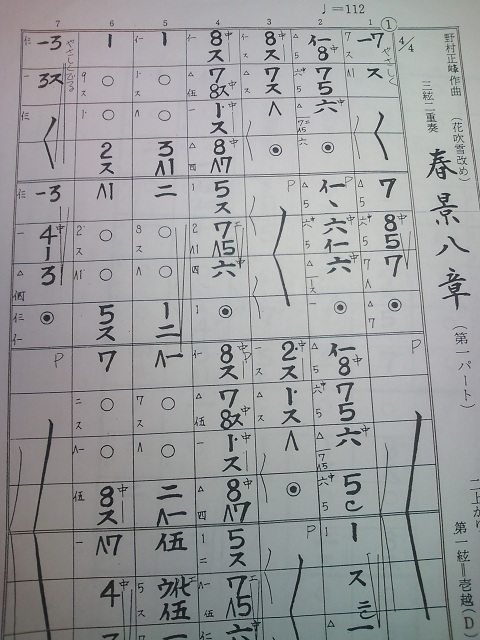
Вертикальная нотация музыки для сямисэна, «дзиута»

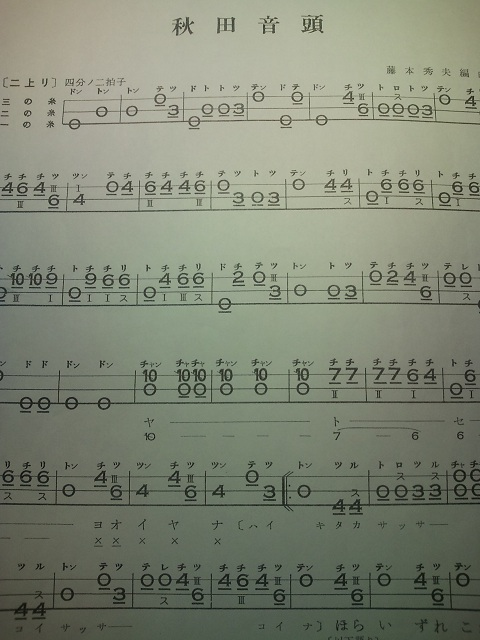
Горизонтальная нотация, «бунка». Над каждой нотой записан «кутидзямисэн»

В целом в японской музыке нотация не преследовала цель точной записи мелодии, она выполняла лишь вспомогательную функцию, а из-за атмосферы секретности нотацию специально выбирали так, чтобы непосвящённые не смогли сыграть произведение. При этом музыка для сямисэна и кото записывается наиболее подробно. Такое положение дел зафиксировано в произведении «Дзиута» писательницы Савако Ариёси: героиня сообщает, что научиться играть на сямисэне труднее, чем на фортепиано, потому что «нельзя воспроизвести его музыку, полагаясь лишь на ноты».
Ранние ноты для сямисэна изображают положение пальцев левой руки на грифе точками разной формы, либо, в нотации «ироха» (яп. いろは譜 ироха фу) — слогами каны, с указанием мелодических украшений. Во время подъёма престижа инструмента в XX веке распространились две новые системы нотации на основе французской, с арабскими цифрами и обозначением тактов: названная в честь Ёсидзуми Косабуро «косабуро» (яп. 小三郎譜), где цифры означают высоту звука в диатоническом звукоряде, и «бунка» (яп. 文化譜), где ими записывают положение пальцев на грифе. В жанре дзиута используется собственная одноимённая нотация (яп. 地唄譜 дзиута фу).
Устная мнемоническая система для заучивания мелодий (яп. 口三味線 кутидзямисэн) использует слоги для нот и звуковой символизм: к примеру, ноты басовой струны изображаются слогом «дон», тогда как удар плектром по средней струне обозначается слогом «тон», а пиццикато левой рукой — «рэн». Наличие конечного -н означает, что звук длится свободно, тогда как слоги «до», «то», «рэ» означают, что струну сразу заглушили пальцем.
| Состояние струны               | Действие                       | Басовая струна | Средняя струна | Дискантная струна |
| ------------------------------ | ------------------------------ | -------------- | -------------- | ----------------- |
| Свободна                       | Удар плектром                  | дон            | тон            | тэн               |
| Свободна                       | Пиццикато                      | рон            | рон            | рэн               |
| Прижата                        | Удар плектром                  | дзун           | цун            | тин               |
| Прижата                        | Пиццикато                      | рун            | рун            | рин               |
| Струны плотно прижаты к грифу  | Струны плотно прижаты к грифу  | пи             | пи             | пи                |
| Плектр-палец-плектр            | Плектр-палец-плектр            | цун-цу         | цун-цу         | тин-ти            |
| Плектр-палец-палец             | Плектр-палец-палец             | до-ро-рон      | то-ро-рон      | тэ-рэ-рэн         |
| То же, но с зажатой струной    | То же, но с зажатой струной    | дзурэ-дзурэ    | цурэ-цурэ      | тири-тири         |
| Удар по двум последним струнам | Удар по двум последним струнам | —              | сян            | сян               |
| То же с зажатыми струнами      | То же с зажатыми струнами      | —              | тян            | тян               |